# وين إس سي بي
وين اس سي بي (بالإنجليزية: WinSCP)‏ هو عميل بروتوكول إس إس إتش لنقل الملفات وبروتوكول نقل الملفات لنظام مايكروسوفت ويندوز. وهو برنامج حر مفتوح المصدر وظيفتة الأساسية هي تأمين نقل الملفات بين أجهزة الحاسب بالإضافة إلي إدارة الملفات ومزامنتها.
للنقل الآمن يستخدم وين إس سي بي بروتوكول القشرة الآمنة كما يدعم بروتوكول النقل الآمن بالإضافة إلى بروتوكول إس إس إتش لنقل الملفات.
هذا البرنامج مرخص تحت رخصة جنو العمومية ومبني على أجزاء من برنامج بوتي (بالإنجليزية: PuTTY)‏ وبرنامج فايلزيلا.

## خصائصه
يتميز وين إس سي بي بالخصائص التالية:
- له واجهة مستخدم رسومية
- مترجم إلى العديد من اللغات
- متكامل مع ويندوز (يدعم خواص السحب والإفلات، وعناوين الإنترنت والأيقونات)
- كل العمليات الشائعة على الملفات
- يدعم كلاً من بروتوكول إس إس إتش لنقل الملفات وبروتوكول النقل الآمن على SH-1 وSH-2 بالإضافة إلى بروتوكول نقل الملفات
- يدعم ملفات البرمجة النصية وواجهة سطر الأوامر
- مزامنة المجلدات (بالإنجليزية: directory synchronization)‏ بعدة طريق أوتوماتيكية ونصف أوتوماتيكية
- به محرر ملفات نصية مضمن
- يسمح باستخدام كلمات السر لبروتوكول النقل الآمن (ويمكن للبرنامج حفظها حتى لا تعاد كتابتها) بالإضافة إلى التشفير باستخدام المفتاح المعلن وكيربروس (بالإنجليزية: Kerberos)‏
- إمكانية الاختيار بين واجهتي مستكشف ويندوز أو نورتن كوماندر
- يسمح بحفظ معلومات الجلسة (بالإنجليزية: session)‏
- يسمح باستيراد معلومات الجلسة من بوتي المسجلة في سجلات ويندوز (بالإنجليزية: Windows Registry)‏
- يمكنه رفع الملفات مع الحفاظ على تواريخها (بعكس عملاء بروتوكول نقل الملفات)

## وصلات خارجية
- الموقع الرسمي
- وين إس سي بي على موقع Open Hub (الإنجليزية)
- وين إس سي بي على موقع SourceForge (الإنجليزية)